# Kabosy
 (juin 2017).
Si vous disposez d'ouvrages ou d'articles de référence ou si vous connaissez des sites web de qualité traitant du thème abordé ici, merci de compléter l'article en donnant les références utiles à sa vérifiabilité et en les liant à la section « Notes et références ».

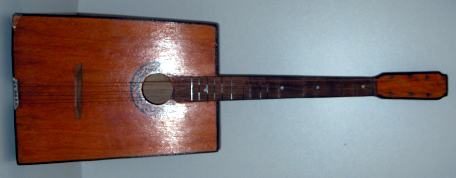
Kabosy

Le kabosy, kabosse, kabosa ou kabossy est un instrument de musique à cordes pincées de Madagascar, proche d'une petite guitare ou d'une mandoline.

## Lutherie
Le nom kabosa fait à l’origine référence à un luth proche d'instruments arabes. Les modèles les plus anciens sont faits d'une calebasse ou d’une carapace de tortue tendue de peau de chèvre. Les instruments contemporains prennent généralement la forme d'une guitare de 70 cm de long à six cordes, avec une caisse de résonance rectangulaire (parfois ovale) en bois ou jerricane, percée d'une grosse ouïe en son centre. Son manche a des frettes particulières ne couvrant pas toute la largeur de la touche. Les cordes peuvent être en nylon ou en métal et sont fixées sur des chevilles. Les quatre cordes les plus aigües sont souvent groupées deux par deux. L'accordage du kabosy est ouvert, le plus courant étant sol2-sol3-si3-si3-ré4-ré4 (G-G-BB-DD en notation anglo-saxonne).

## Jeu
C'est un instrument d'accompagnement du chant populaire de Madagascar, utilisé par de nombreux artistes malgaches comme Dama du groupe Mahaleo.

## Instrumentistes célèbres
- Rossy

## Liens
- hatramin'ny 26-Feb-2008 Cours de Kabôsy en ligne et gratuit Bana Rahalahy (en malgache) indique comment accorder une kabosy et donne une série de tablatures pratiques pour quelques accords.